# Gródek nad Dunajcem (gemeente)
De gemeente Gródek nad Dunajcem is een landgemeente in het Poolse woiwodschap Klein-Polen, in powiat Nowosądecki. De zetel van de gemeente is in Gródek nad Dunajcem.
De gemeente grenst aan Chełmiec, Czchów, Korzenna, Łososina Dolna, Zakliczyn.

## Sołectwa
Bartkowa-Posadowa, Bujne, Gródek nad Dunajcem, Jelna, Jelna-Działy, Lipie, Podole-Górowa, Przydonica, Przydonica-Glinik, Roztoka-Brzeziny, Rożnów, Sienna, Tropie, Zbyszyce.

## Externe links

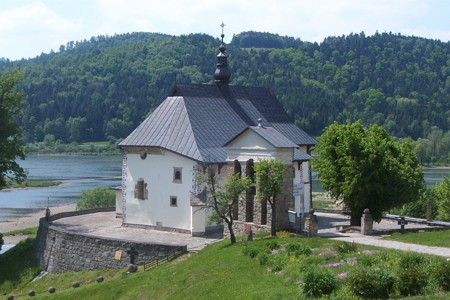
Tropie
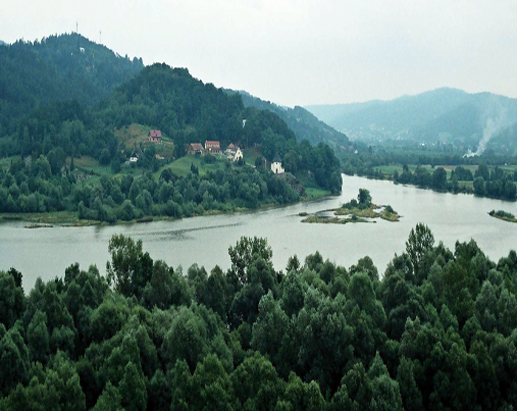
Tropie